# Skeletons in the closet
Skeletons in the closet es el séptimo álbum de estudio de la banda finlandesa de power metal con voces guturales. Children Of Bodom lanza este disco en el 2009 que contiene versiones de otros grupos y artistas como: Creedence Clearwater Revival, Pat Benatar, Ramones, Sepultura, Scorpions, Slayer, Andrew W.K., Kenny Rogers, Alice Cooper, W.A.S.P., Iron Maiden, Billy Idol, Stone, Anthrax, Poison, Suicidal Tendencies y hasta de Britney Spears.

## Lista de canciones

### Ediciones para Europa
1. Lookin' Out My Back Door (Creedence Clearwater Revival) | Video
2. Hell Is For Children (Pat Benatar)
3. Somebody Put Something In My Drink (Ramones)
4. Mass Hypnosis (Sepultura)
5. Don´t Stop At The Top (Scorpions)
6. Silent Scream (Slayer)
7. She Is Beautiful (Andrew W.K.)
8. Just Dropped In (To See What Condition My Condition Was In) (Kenny Rogers)
9. Bed of Nails (Alice Cooper)
10. Hellion (W.A.S.P.)
11. Aces High (Iron Maiden)
12. Rebel Yell (Billy Idol)
13. No Commands (Stone)
14. Antisocial (Trust/Anthrax)
15. Talk Dirty To Me (Poison)
16. War Inside My Head (Suicidal Tendencies)
17. Ooops!… I Did It Again (Britney Spears)
18. Hidden track: Waiting (King Diamond)

### Ediciones para EE. UU.
1. Lookin’ Out My Back Door (Creedence Clearwater Revival)
2. Hell is for Children (Pat Benatar)
3. Somebody Put Something in My Drink (Ramones)
4. Mass Hypnosis (Sepultura)
5. Don’t Stop at the Top (Scorpions)
6. Silent Scream (Slayer)
7. Just Dropped In (To See What Condition My Condition Was In) (Kenny Rogers)
8. Hellion (W.A.S.P.)
9. Aces High (Iron Maiden)
10. Rebel Yell (Billy Idol)
11. No Commands (Stone)
12. Antisocial (Trust / Anthrax)
13. Talk Dirty to Me (Poison)
14. Ghost Riders In the Sky (Stan Jones / Johnny Cash)
15. War Inside My Head (Suicidal Tendencies)
16. Oops!...I Did It Again (Britney Spears)
17. Waiting (King Diamond)

### Ediciones para Japón
1. Lookin’ Out My Back Door (Creedence Clearwater Revival)
2. Hell is for Children (Pat Benatar)
3. Somebody Put Something in My Drink (Ramones)
4. Don’t Stop at the Top (Scorpions)
5. Silent Scream (Slayer)
6. She Is Beautiful (Andrew W.K.)
7. Just Dropped In (To See What Condition My Condition Was In) (Kenny Rogers)
8. Bed Of Nails (Alice Cooper)
9. Aces High (Iron Maiden)
10. Rebel Yell (Billy Idol)
11. No Commands (Stone)
12. Antisocial (Trust / Anthrax)
13. Talk Dirty to Me (Poison)
14. Ghost Riders In the Sky (Stan Jones / Johnny Cash)
15. War Inside My Head (Suicidal Tendencies)
16. Oops!...I Did It Again (Britney Spears)
17. Waiting (King Diamond)

## Créditos
- Alexi Laiho - Voces/guitarra líder
- Roope Latvala - Guitarra rítmica
- Janne Wirman - Teclados
- Henkka Seppälä - Bajo
- Jaska Raatikainen - Batería

## Posicionamiento
| Listas (2009) | Posiciones |
| ------------- | ---------- |
| Austria       | 63         |
| Finlandia     | 9          |
| Alemania      | 78         |